# Lukáš Sedlák
Lukáš Sedlák (* 25. února 1993 České Budějovice) je český hokejista, odchovanec českobudějovického hokeje, který v juniorském věku odešel do Ameriky a prosadil se nakonec do NHL, ve které působil tři sezony v organizaci Columbus Blue Jackets. Později úspěšně hrál v KHL a v současnosti je hráčem a kapitánem HC Dynamo Pardubice.

## Hráčská kariéra
V roce 2011 byl v 6. kole (158. celkově) draftovaný týmem Columbus Blue Jackets. Dvě následující sezóny odehrál v kanadské juniorské lize QMJHL v týmu Chicoutimi Sagueneens (v 98 zápasech tam nasbíral 79 bodů za 32 branek a 47 asistencí, v play off přidal během 24 zápasů 13 bodů za 6 branek a 7 asistencí). V roce 2013 podepsal tříletou nováčkovskou smlouvu s Columbusem, avšak celé tři sezony působil na farmě v AHL, nejdříve ve Springfield Falcons a poslední sezonu v Lake Erie Monsters, kde se mu výrazně povedla druhá půlka sezony a měl důležitý podíl na zisku Calder Cupu, což mu také vyneslo roční prodloužení smlouvy s Blue Jackets. Sedlák se dočkal šance v NHL, pod trenérem Johnem Tortorellou se zařadil mezi stálé členy sestavy a plnil především defenzivní úkoly. Klub jeho výkony ocenil novou dvouletou smlouvou. V roce 2019 se rozhodl NHL opustit, protože nebyl úplně spokojen se svou pozicí a domluvil se na smlouvě v Traktoru Čeljabinsk v KHL. Zde okamžitě naplnil očekávání, vyhrál kanadské bodování klubu, vytvořil stabilní dvojici s Tomášem Hykou a po sezoně prodloužil smlouvu o další tři roky. Sedlák si i v dalších letech sezonách udržoval vysoký standard, ovšem poté, co Rusko napadlo vojensky Ukrajinu, se rozhodl Rusko po sezoně opustit a spolu se svými českými spoluhráči T. Hykou a R. Willem rozvázali v Traktoru smlouvy. Později Sedlák přestoupil do Pardubic, kde podepsal dlouhodobou smlouvu a v jejich dresu pokračoval ve spolupráci s Hykou i Willem. Avšak ještě před sezonou využil nabídku Colorada Avalanche, se kterým podepsal roční smlouvu a znovu se vrátil do Ameriky. V prosinci rozvázal smlouvu s Philadelphií Flyers, kam byl mezitím vyměněn, a aktivoval původní tříletou smlouvu s Pardubicemi.

### Reprezentace
Prošel všemi juniorskými reprezentačními výběry (Česko 16, Česko 17, Česko 18, Česko 19 a Česko 20). Zatím odehrál za reprezentaci ČR 55 zápasů s bilancí 8 branek a 13 asistencí.
Ma MSJ 2013 v Ufě byl jmenován kapitánem českého národního týmu. Po návratu do Evropy se zařadil do širšího reprezentačního kádru a reprezentoval Česko na olympiádě v Pekingu. V roce 2024 vyhrál MS v České republice.

## Ocenění a úspěchy
- 2010 ČHL-18 – Nejlepší střelec v playoff
- 2011 MSJ – Nejlepší hráč na vhazování
- 2011 MSJ – Top tří hráčů v týmu
- 2023 ČHL – Hokejista sezony
- 2024 ČHL – Nejlepší hráč na vhazování
- 2024 ČHL – Nejlepší statistika +/−
- 2024 ČHL – Nejvíce vstřelených vítězných branek

## Prvenství

### NHL
- Debut – 21. října 2016 (Columbus Blue Jackets proti Chicago Blackhawks)
- První asistence – 27. října 2016 (San Jose Sharks proti Columbus Blue Jackets)
- První gól – 9. prosince 2016 (Detroit Red Wings proti Columbus Blue Jackets, brankáři Petru Mrázkovi)

### KHL
- Debut – 2. září 2019 (Traktor Čeljabinsk proti HK Viťaz Moskevská oblast)
- První gól – 2. září 2019 (Traktor Čeljabinsk proti HK Viťaz Moskevská oblast, brankáři Ilju Ežovovi)
- První asistence – 14. září 2019 (HC Rudá hvězda Kunlun proti Traktor Čeljabinsk)

### ČHL
- Debut – 22. prosince 2022 (HC Dynamo Pardubice proti BK Mladá Boleslav)
- První asistence – 22. prosince 2022 (HC Dynamo Pardubice proti BK Mladá Boleslav)
- První gól – 3. ledna 2023 (HC Vítkovice Ridera proti HC Dynamo Pardubice, brankáři Aleši Stezkovi)
- První hattrick – 10. ledna 2024 (HC Kometa Brno proti HC Dynamo Pardubice)

## Klubová statistika
| Sezóna       | Klub                  | Soutěž       |     | Základní část | Základní část | Základní část | Základní část | Základní část |    | Play off | Play off | Play off | Play off | Play off |
| Sezóna       | Klub                  | Soutěž       | Z   | G             | A             | B             | TM            | Z             | G  | A        | B        | TM       |          |          |
| 2007–08      | HC Mountfield 18      | ČHL-18       | 6   | 0             | 2             | 2             | 4             | 2             | 0  | 0        | 0        | 2        |          |          |
| 2008–09      | HC Mountfield 18      | ČHL-18       | 44  | 12            | 17            | 29            | 14            | 4             | 0  | 0        | 0        | 4        |          |          |
| 2009–10      | HC Mountfield 18      | ČHL-18       | 38  | 31            | 28            | 59            | 78            | 4             | 5  | 1        | 6        | 39       |          |          |
| 2009–10      | HC Mountfield 20      | ČHL-20       | 11  | 4             | 8             | 12            | 4             | —             | —  | —        | —        | —        |          |          |
| 2010–11      | HC Mountfield 20      | ČHL-20       | 47  | 14            | 13            | 27            | 65            | —             | —  | —        | —        | —        |          |          |
| 2010–11      | HC Mountfield 18      | ČHL-18       | —   | —             | —             | —             | —             | 1             | 0  | 1        | 1        | 0        |          |          |
| 2011–12      | Chicoutimi Saguenéens | QMJHL        | 50  | 17            | 28            | 45            | 57            | 18            | 5  | 3        | 8        | 20       |          |          |
| 2012–13      | Chicoutimi Saguenéens | QMJHL        | 48  | 15            | 19            | 34            | 64            | 6             | 1  | 4        | 5        | 8        |          |          |
| 2013–14      | Springfield Falcons   | AHL          | 54  | 8             | 6             | 14            | 26            | 4             | 0  | 1        | 1        | 0        |          |          |
| 2014–15      | Springfield Falcons   | AHL          | 51  | 6             | 10            | 16            | 30            | —             | —  | —        | —        | —        |          |          |
| 2015–16      | Lake Erie Monsters    | AHL          | 54  | 14            | 4             | 18            | 27            | 17            | 9  | 7        | 16       | 18       |          |          |
| 2016–17      | Columbus Blue Jackets | NHL          | 62  | 7             | 6             | 13            | 25            | 2             | 0  | 0        | 0        | 0        |          |          |
| 2017–18      | Columbus Blue Jackets | NHL          | 53  | 4             | 4             | 8             | 21            | —             | —  | —        | —        | —        |          |          |
| 2018–19      | Columbus Blue Jackets | NHL          | 47  | 4             | 2             | 6             | 10            | 0             | 0  | 0        | 0        | 0        |          |          |
| 2019–20      | Traktor Čeljabinsk    | KHL          | 57  | 23            | 17            | 40            | 80            | —             | —  | —        | —        | —        |          |          |
| 2020–21      | Traktor Čeljabinsk    | KHL          | 58  | 16            | 22            | 38            | 95            | 4             | 0  | 0        | 0        | 2        |          |          |
| 2021–22      | Traktor Čeljabinsk    | KHL          | 49  | 18            | 25            | 43            | 36            | 10            | 3  | 3        | 6        | 4        |          |          |
| 2022–23      | Colorado Avalanche    | NHL          | 3   | 0             | 0             | 0             | 1             | —             | —  | —        | —        | —        |          |          |
| 2022–23      | Philadelphia Flyers   | NHL          | 27  | 3             | 5             | 8             | 12            | —             | —  | —        | —        | —        |          |          |
| 2022–23      | HC Dynamo Pardubice   | ČHL          | 24  | 15            | 12            | 27            | 27            | 10            | 5  | 3        | 8        | 25       |          |          |
| 2023–24      | HC Dynamo Pardubice   | ČHL          | 44  | 25            | 22            | 47            | 32            | 16            | 4  | 6        | 10       | 4        |          |          |
| 2024–25      | HC Dynamo Pardubice   | ČHL          | 24  | 6             | 18            | 24            | 18            | 14            | 6  | 9        | 15       | 12       |          |          |
| Celkem v ČHL | Celkem v ČHL          | Celkem v ČHL | 92  | 46            | 52            | 98            | 77            | 40            | 15 | 18       | 33       | 41       |          |          |
| Celkem v NHL | Celkem v NHL          | Celkem v NHL | 192 | 18            | 17            | 35            | 68            | 2             | 0  | 0        | 0        | 0        |          |          |
| Celkem v KHL | Celkem v KHL          | Celkem v KHL | 164 | 57            | 64            | 121           | 211           | 15            | 3  | 3        | 6        | 6        |          |          |

## Reprezentace
| Rok                       | Tým                       | Soutěž                    | Z  | G  | A  | B  | TM |
| ------------------------- | ------------------------- | ------------------------- | -- | -- | -- | -- | -- |
| 2010                      | Česko 18                  | MIH                       | 5  | 0  | 3  | 3  | 2  |
| 2011                      | Česko 18                  | MS-18                     | 5  | 3  | 1  | 4  | 2  |
| 2012                      | Česko 20                  | MSJ                       | 6  | 0  | 0  | 0  | 0  |
| 2013                      | Česko 20                  | MSJ                       | 6  | 1  | 2  | 3  | 10 |
| 2022                      | Česko                     | OH                        | 4  | 0  | 1  | 1  | 2  |
| 2023                      | Česko                     | MS                        | 3  | 3  | 2  | 5  | 2  |
| 2024                      | Česko                     | MS                        | 10 | 5  | 5  | 10 | 0  |
| 2025                      | Česko                     | MS                        | 8  | 4  | 5  | 9  | 0  |
| Juniorská kariéra celkově | Juniorská kariéra celkově | Juniorská kariéra celkově | 31 | 5  | 8  | 13 | 22 |
| Seniorská kariéra celkově | Seniorská kariéra celkově | Seniorská kariéra celkově | 25 | 12 | 13 | 25 | 4  |